# Sergei Wladislawowitsch Schumakow
Sergei Wladislawowitsch Schumakow (russisch Сергей Владиславович Шумаков; * 4. September 1992 in Tscheljabinsk) ist ein russischer Eishockeyspieler, der seit Dezember 2020 bei Awtomobilist Jekaterinburg in der Kontinentalen Hockey-Liga (KHL) unter Vertrag steht und auf der Position des rechten Flügelstürmers spielt.

## Karriere
Sergei Schumakow begann seine Karriere als Eishockeyspieler in seiner Geburtsstadt in der Nachwuchsmannschaft von Belyje Medwedi Tscheljabinsk in der MHL. Zur Saison 2011/12 wurde der Flügelstürmer von HK Sibir Nowosibirsk verpflichtet und debütierte im Februar 2012, während der Saison 2011/12, in der Kontinentalen Hockey-Liga. In der Saison 2016/17 war er zusammen mit Maxim Schalunow Topscorer von Sibir.
Im Mai 2017 wurde er zusammen mit Schalunow und Konstantin Okulow (und damit die drei besten Scorer des Teams) an den HK ZSKA Moskau abgegeben, Sibir Nowosibirsk erhielt im Gegenzug den Spieler Alexander Scharow sowie eine finanzielle Entschädigung.
Nach einem Jahr in Moskau unterzeichnete Schumakow im September 2018 einen Einstiegsvertrag bei den Washington Capitals aus der National Hockey League (NHL). Nach nur zehn Einsätzen beim Farmteam der Capitals, den Hershey Bears aus der American Hockey League, wurde sein Vertrag in Washington bereits im Dezember 2018 wieder aufgelöst, ohne dass er ein NHL-Spiel absolviert hatte. Anschließend kehrte er in die KHL zurück und unterschrieb einen Vertrag beim HK Awangard Omsk. Im Dezember 2020 wechselte er zum Ligakonkurrenten Awtomobilist Jekaterinburg.

### International
Für die russische Eishockeynationalmannschaft spielte Schumakow erstmals bei der Euro Hockey Tour 2015/16. Auch in den Folgejahren kam er bei dieser Turnierserie immer wieder zu Einsätzen.